# Ken Cheuvront
Kenneth „Ken“ Cheuvront (* 11. Mai 1961 in Phoenix, Arizona) ist ein US-amerikanischer Politiker.

## Leben
Cheuvront studierte nach seiner Schulzeit u. a. Politik- und Wirtschaftswissenschaften am Institut d'Études Européennes (Nantes, Frankreich), am Claremont McKenna College und am American Graduate School of International Management. Nach dem Studiumsende war er in der Privatwirtschaft tätig.
Cheuvront ist Mitglied der Demokratischen Partei. Von Januar 1995 bis Januar 2003 war er Abgeordneter im Repräsentantenhaus von Arizona. Von Januar 2003 bis Januar 2011 gehörte er als Nachfolger von Chris Cummiskey dem Senat von Arizona an.
Cheuvront lebt offen homosexuell in Phoenix, Arizona und wurde im Wahlkampf vom Gay & Lesbian Victory Fund unterstützt. Er ist einer von fünf offen homosexuellen Mitgliedern des Parlaments von Arizona, des Arizona Legislature.